# إيفون بروستر
إيفون بروستر (بالإنجليزية: Yvonne Brewster) هي مخرجة وكاتِبة ومُدرسة وممثلة بريطانية، ولدت في 7 أكتوبر 1938 في كينغستون في جامايكا. من الجوائز التي نالتها 100 امرأة سنة 2013.

## جوائز
- 100 امرأة (2013)

## وصلات خارجية
- إيفون بروستر على موقع IMDb (الإنجليزية)
- إيفون بروستر على موقع قاعدة بيانات الفيلم (الإنجليزية)